# Carvalheira
Carvalheira es una freguesia portuguesa del concelho de Terras de Bouro, con 9,93 km² de superficie y 448 habitantes (2001). Su densidad de población es de 45,1 hab/km².

## Galería

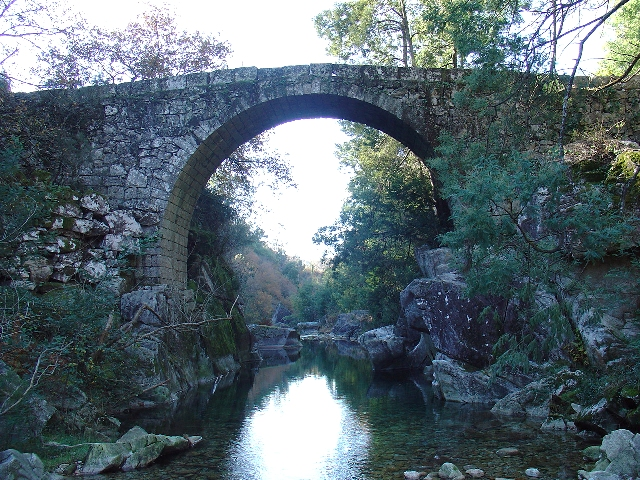
Ponte de carvalheira